# Cité Jandelle
La cité Jandelle est une voie du 19e arrondissement de Paris, en France.

## Situation et accès
La cité Jandelle est une voie  située dans le 19e arrondissement de Paris. Elle débute au 53, rue Rébeval et se termine en impasse.

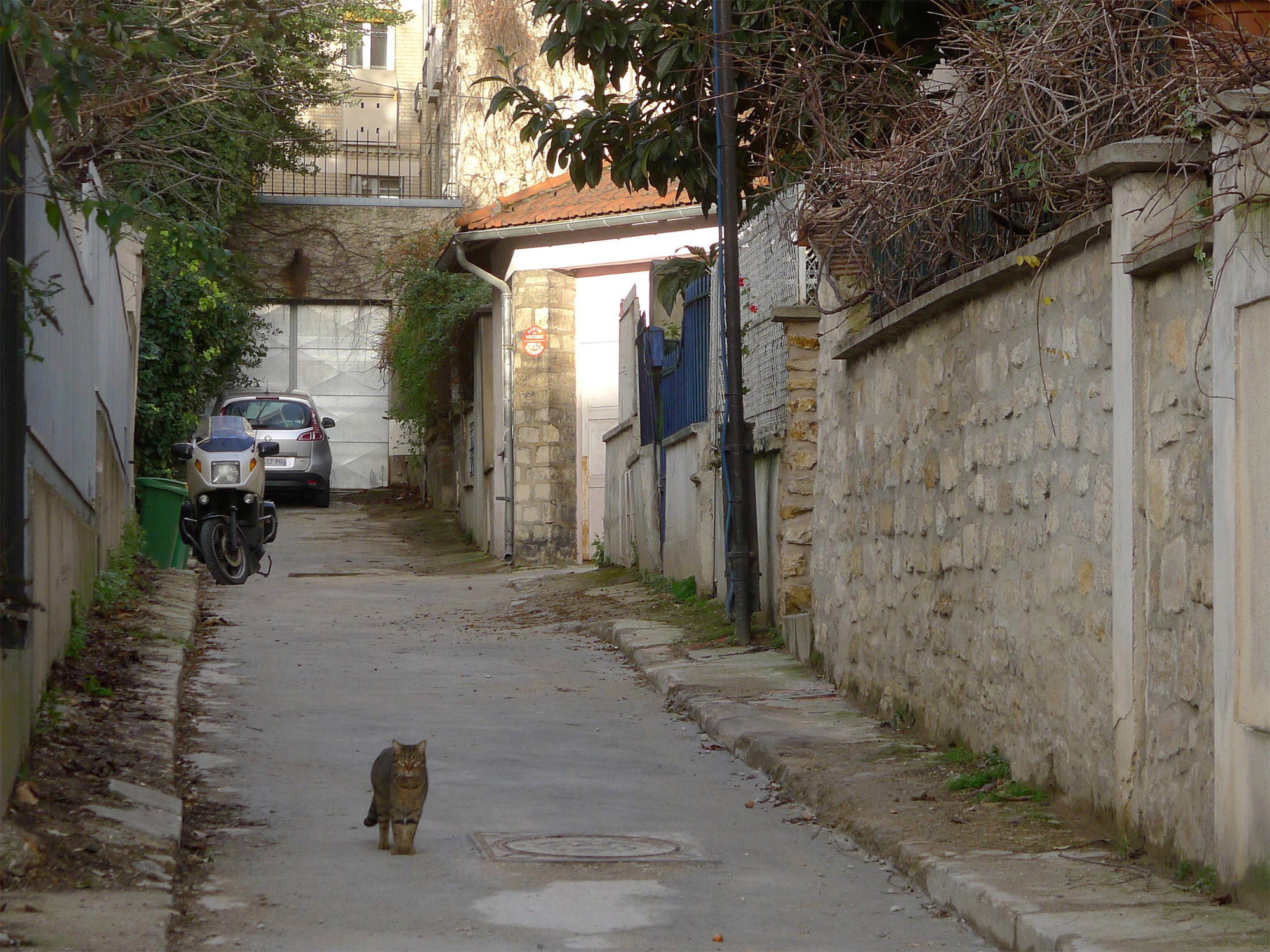
La partie haute.
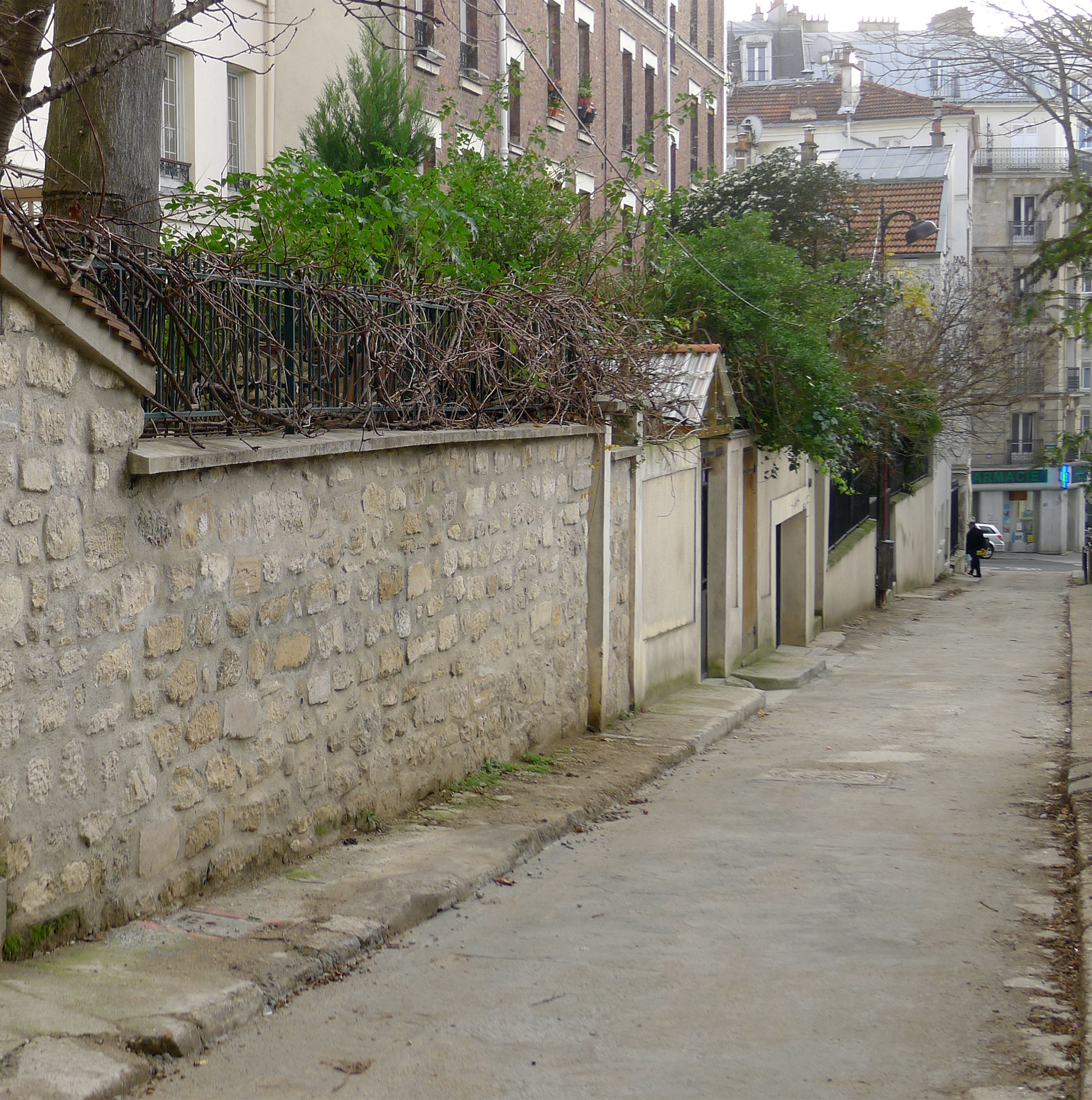
La partie basse.

## Origine du nom
La rue tire son nom de celui d'un ancien  propriétaire local.

## Historique
Cette voie en impasse, située dans l'ancienne commune de Belleville, est ouverte en 1846 puis est rattachée à Paris par la loi d'extension du 16 juin 1859.
Elle est ouverte à la circulation publique par un arrêté du 23 juin 1959.